# Four (One Direction)
Four è il quarto album in studio del gruppo musicale britannico One Direction, pubblicato il 17 novembre 2014 dalla Syco.
Negli Stati Uniti d'America, l'album ha venduto circa 814 000 copie nel 2014, risultando il nono album più venduto dell'anno. Si tratta inoltre dell'ultimo album in studio realizzato con Zayn Malik, il quale ha abbandonato il gruppo nel marzo 2015.

## Antefatti
Il 27 aprile 2014 il gruppo ha rivelato di essere entrato in studio di registrazione per lavorare al quarto album in studio. Durante il periodo delle registrazioni, è stato rivelato che i Good Charlotte hanno collaborato con Liam Payne e Louis Tomlinson alla composizione di alcuni brani; più avanti anche Tom Fletcher, Danny Jones e Dougie Poynter dei McFly hanno collaborato con Niall Horan alla stesura di alcuni brani. Il gruppo rock Kodaline hanno composto un "brano d'amore non corrisposto" con Harry Styles, mentre i The 1975 sono stati scelti dagli stessi One Direction per lavorare all'album. Altri artisti coinvolti nell'album sono stati John Legend, Emeli Sandé e Naughty Boy. Payne ha affermato che l'album sarebbe stato "spigoloso" e che il gruppo ha composto da solo gran parte dei brani contenuti in esso.
L'8 settembre 2014 il gruppo ha annunciato il titolo e la copertina dell'album, insieme al download gratuito del brano Fireproof, reso disponibile per 24 ore; Horan ha affermato che la ragione di rendere disponibile un brano per il download gratuito è "perché voi [fan] ci avete supportato molto". Fireproof composto da Liam Payne e Louis Tomlinson con John Ryan, Jamie Scott e Julian Bunetta, è stato scaricato da circa 1,1 milioni di utenti.

## Singoli
Il primo singolo estratto dall'album è stato Steal My Girl, pubblicato il 29 settembre 2014. Ad esso ha fatto seguito Night Changes, pubblicato il 16 dicembre 2014.

## Tracce
1. Steal My Girl – 3:48 (Louis Tomlinson, Liam Payne, Wayne Hector, Julian Bunetta, Ed Drewett, John Ryan)
2. Ready to Run – 3:16 (Louis Tomlinson, Liam Payne, Jamie Scott, Julian Bunetta, John Ryan)
3. Where Do Broken Hearts Go – 3:49 (Harry Styles, Julian Bunetta, Ruth-Anne Cunningham, Theodore Geiger, Ali Tamposi)
4. 18 – 4:08 (Ed Sheeran, Oliver Frank)
5. Girl Almighty – 3:21 (Julian Bunetta, John Ryan, S. Pages Mehner)
6. Fool's Gold – 3:30 (Jamie Scott, Maureen McDonald, Niall Horan, Zayn Malik, Harry Styles, Louis Tomlinson, Liam Payne)
7. Night Changes – 3:46 (Jamie Scott, Julian Bunetta, John Ryan, Niall Horan, Zayn Malik, Harry Styles, Liam Payne, Louis Tomlinson)
8. No Control – 3:19 (Louis Tomlinson, Ruth-Anne Cunningham, Jamie Scott, Liam Payne, Julian Bunetta, John Ryan)
9. Fireproof – 2:54 (Liam Payne, Louis Tomlinson, John Ryan, Jamie Scott, Julian Bunetta)
10. Spaces – 4:16 (Louis Tomlinson, Liam Payne, Jamie Scott, Julian Bunetta, John Ryan)
11. Stockholm Syndrome – 3:34 (Harry Styles, Julian Bunetta, John Ryan, Johan Carlsson)
12. Clouds – 3:51 (Louis Tomlinson, Liam Payne, Zayn Malik, Jamie Scott, Julian Bunetta, John Ryan)

Tracce bonus nella The Ultimate Edition
1. Change Your Ticket – 4:26 (Sam Martin, Jamie Scott, Julian Bunetta, John Ryan, Louis Tomlinson, Niall Horan, Zayn Malik, Harry Styles, Liam Payne)
2. Illusion – 3:14 (Jamie Scott, Julian Bunetta, John Ryan, Liam Payne)
3. Once in a Lifetime – 2:38 (Jamie Scott, Julian Bunetta, John Ryan)
4. Act My Age – 3:18 (Julian Bunetta, John Ryan, Ed Drewett)

Traccia bonus nella versione di iTunes
1. One Direction: Behind the Photo Shoot (Video) – 2:41 – disponibile solo su prenotazione

## Classifiche

### Classifiche settimanali
| Classifica (2014)        | Posizione massima |
| ------------------------ | ----------------- |
| Australia                | 1                 |
| Austria                  | 1                 |
| Belgio (Fiandre)         | 1                 |
| Canada                   | 1                 |
| Belgio (Vallonia)        | 3                 |
| Danimarca                | 1                 |
| Finlandia                | 3                 |
| Francia                  | 2                 |
| Germania                 | 5                 |
| Italia                   | 1                 |
| Norvegia                 | 1                 |
| Nuova Zelanda            | 1                 |
| Paesi Bassi              | 1                 |
| Portogallo               | 1                 |
| Spagna                   | 2                 |
| Stati Uniti              | 1                 |
| Stati Uniti (digital)    | 1                 |
| Stati Uniti (tastemaker) | 11                |
| Svezia                   | 1                 |
| Svizzera                 | 2                 |

### Classifiche di fine anno
| Classifica (2020) | Posizione |
| ----------------- | --------- |
| Belgio (Fiandre)  | 110       |
| Classifica (2021) | Posizione |
| Belgio (Fiandre)  | 95        |
| Portogallo        | 50        |
| Classifica (2022) | Posizione |
| Belgio (Fiandre)  | 175       |